# 黑鎮

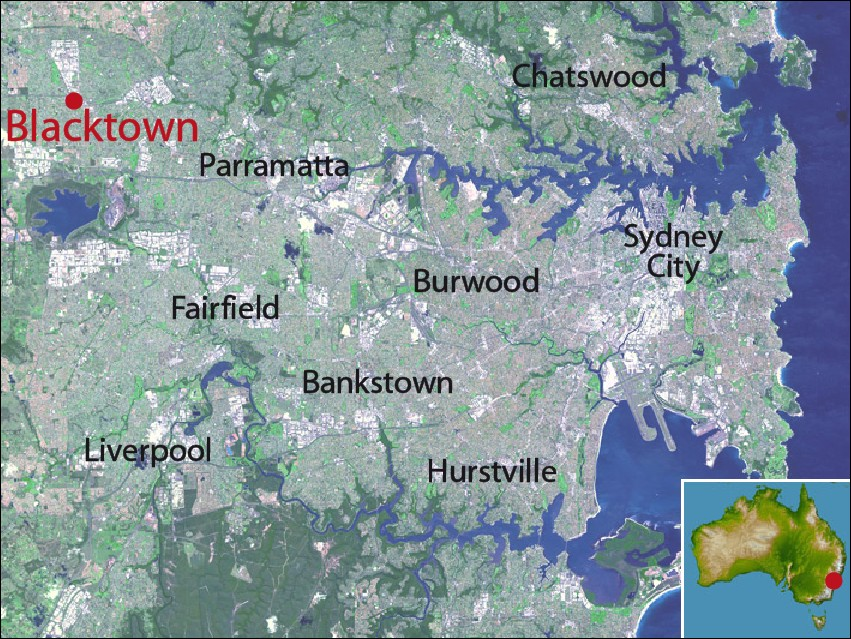
黑鎮於新南威爾斯州的位置

黑鎮（英語：Blacktown），或名霹靂鎮，澳大利亞新南威爾斯州黑鎮市的一個社區，位處於悉尼中心商業區以西34 km（21 mi），是大悉尼都會區內其中一個包含最多元文化的社區。
一九八六年二月二日，護士Anita Lorraine Cobby被五名凶徒殘忍殺害，五名凶徒其後被判處終身監禁. 
據2016年人口普查，黑鎮的常住人口為47,176人，當中46.1%在澳大利亞出生，其他熱門的出生地包括：印度（13.3%）、菲律賓（5.4%）、中國（2.5%）、紐西蘭（2.2%）和斐濟（2.0%）。只有44.2%的居民在家講英文。25.3%的人信奉天主教，14.1％沒有宗教信仰，12.3%的人信奉印度教。

## 外部連結
33°46′16″S 150°54′23″E / 33.77111°S 150.90639°E
- Historic Sites of Blacktown （页面存档备份，存于）
- http://www.cucinalocale.com.au/ （页面存档备份，存于）
- Blacktown and District Historical Society （页面存档备份，存于）
- SYDNEY.com – Blacktown （页面存档备份，存于）
- Jack Brook, Heidi Norman. . Dictionary of Sydney.   [25 September 2015]. （原始内容存档于2023-04-26）. [CC-By-SA]
- Jack Brook. . Dictionary of Sydney. Dictionary of Sydney Trust. 2008  [10 October 2015]. （原始内容存档于2023-03-22）. [CC-By-SA]
- History of The Blacktown Show （页面存档备份，存于）